# Электромагнитный клапан
Электромагнитный клапан — устройство, предназначенное для регулирования потоков всех типов газов. Он состоит из корпуса, соленоида  с сердечником, на котором установлен диск или поршень.

## Принцип действия
На электромагнитную катушку клапана подаётся электрическое напряжение, после чего магнитный сердечник втягивается в соленоид, что приводит к открытию либо закрытию клапана.

## Устройство
Устройство электромагнитного клапана подобно устройству обычного запорного клапана, однако открытие либо закрытие электромагнитного клапана осуществляется без механических усилий .

## Применение
Соленоидный клапан применяется как в сложных технологических процессах, так и в быту. С его помощью можно дистанционно подать требуемый объём жидкости, пара или газа в нужный момент времени.